# Finale della Coppa delle Coppe 1996-1997
La finale della 37ª edizione della Coppa delle Coppe UEFA è stata disputata il 14 maggio 1997 allo stadio Feijenoord di Rotterdam tra Paris Saint-Germain e Barcellona. All'incontro hanno assistito circa 37 000 spettatori. La partita, arbitrata dal tedesco Markus Merk, ha visto la vittoria per 1-0 del club spagnolo.

## Il cammino verso la finale

Il capitano Azulgrana Guardiola esulta dopo il suo calcio di punizione che, nella semifinale di ritorno, valse il definitivo 2-0 alla Fiorentina.

Il Paris Saint-Germain di Ricardo Gomes esordì contro i liechtensteinesi del Vaduz superando agilmente il turno grazie a un risultato complessivo di 7-0. Agli ottavi di finale i turchi del Galatasaray vinsero all'andata 4-2, ma al ritorno furono rimontati da un ampio 4-0. Ai quarti Les Parisiens affrontarono i greci dell'AEK Atene vincendo 3-0 il ritorno in Grecia dopo che l'andata in Francia si concluse a reti inviolate. In semifinale gli inglesi del Liverpool subirono un pesante 3-0 al Parco dei Principi che di fatto rese inutile la vittoria per 2-0 ad Anfield.
Il Barcellona di Bobby Robson iniziò il cammino europeo contro i modesti ciprioti dell'AEK Larnaca vincendo in casa 2-0 e pareggiando 0-0 fuori. Agli ottavi gli jugoslavi della Stella Rossa persero 3-1 al Camp Nou per poi pareggiare 1-1 al Marakana. Ai quarti di finale i Blaugrana affrontarono gli svedesi dell'AIK superando il turno col medesimo copione del turno precedente. In semifinale gli italiani della Fiorentina riuscirono a pareggiare 1-1 a Barcellona, ma nel retour match al Franchi furono battuti con un secco 2-0.

## La partita
A Rotterdam va in scena la finale tra il Barcellona, giunto fin qui imbattuto ma superando ogni turno con una vittoria e un pareggio, e il Paris Saint-Germain, chiamato a interrompere la maledizione che vuole i campioni in carica sempre perdenti in finale.
I francesi non riescono fin da subito a imporre il proprio gioco e lasciano il pallino ai catalani che, intorno alla mezz'ora, si procura un calcio di rigore per l'atterramento di Ronaldo da parte di Bruno N'Gotty. È lo stesso brasiliano a calciare e segnare, per la disperazione di Bernard Lama. Nel secondo tempo Patrice Loko ha l'occasione di riaprire i giochi, ma la palla si stampa sul palo e sulla ribattuta Leonardo conclude alto a porta vuota. A otto minuti dal termine Hristo Stoičkov con una deliziosa palombella libera Luís Figo davanti a Lama, ma il suo destro si abbatte sulla traversa. Il Barça vince così la sua quarta Coppa delle Coppe, stabilendo il record, mentre il PSG diventa l'ottava squadra a fallire il bis in coppa.

## Tabellino
| Arbitro: | Markus Merk |

|                    |           |  |
| Ronaldo 36’ (rig.) | Marcatori |  |

| Barcellona | Paris Saint-Germain |

| Barcellona    |    |                    |     |     |
|               |    |                    |     |     |
| P             | 1  | Vítor Baía         |     |     |
| D             | 2  | Albert Ferrer      |     |     |
| D             | 3  | Abelardo           |     |     |
| D             | 24 | Fernando Couto     | 16’ |     |
| D             | 12 | Sergi Barjuán      |     |     |
| C             | 4  | Josep Guardiola    |     |     |
| C             | 5  | Gheorghe Popescu   |     | 46’ |
| C             | 23 | Iván de la Peña    | 83’ | 85’ |
| C             | 21 | Luis Enrique       |     | 89’ |
| A             | 7  | Luís Figo          |     |     |
| A             | 9  | Ronaldo            |     |     |
| Sostituzioni: |    |                    |     |     |
| C             | 18 | Guillermo Amor     |     | 46’ |
| A             | 8  | Hristo Stoičkov    |     | 85’ |
| A             | 19 | Juan Antonio Pizzi |     | 89’ |
| Allenatore:   |    |                    |     |     |
| Bobby Robson  |    |                    |     |     |

| Paris Saint-Germain |    |                   |     |     |
|                     |    |                   |     |     |
| P                   | 1  | Bernard Lama      |     |     |
| D                   | 2  | Laurent Fournier  | 1’  | 58’ |
| D                   | 4  | Bruno N'Gotty     |     |     |
| D                   | 6  | Paul Le Guen      | 51’ |     |
| D                   | 22 | Didier Domi       |     |     |
| C                   | 19 | Jérôme Leroy      |     |     |
| C                   | 8  | Vincent Guérin    |     | 69’ |
| C                   | 10 | Raí               |     |     |
| C                   | 15 | Benoît Cauet      | 82’ |     |
| A                   | 11 | Patrice Loko      |     | 78’ |
| A                   | 7  | Leonardo          |     |     |
| Sostituzioni:       |    |                   |     |     |
| D                   | 17 | Jimmy Algerino    |     | 58’ |
| A                   | 9  | Julio Dely Valdés |     | 69’ |
| A                   | 20 | Cyrille Pouget    |     | 78’ |
| Allenatore:         |    |                   |     |     |
| Ricardo Gomes       |    |                   |     |     |